# Cyathea

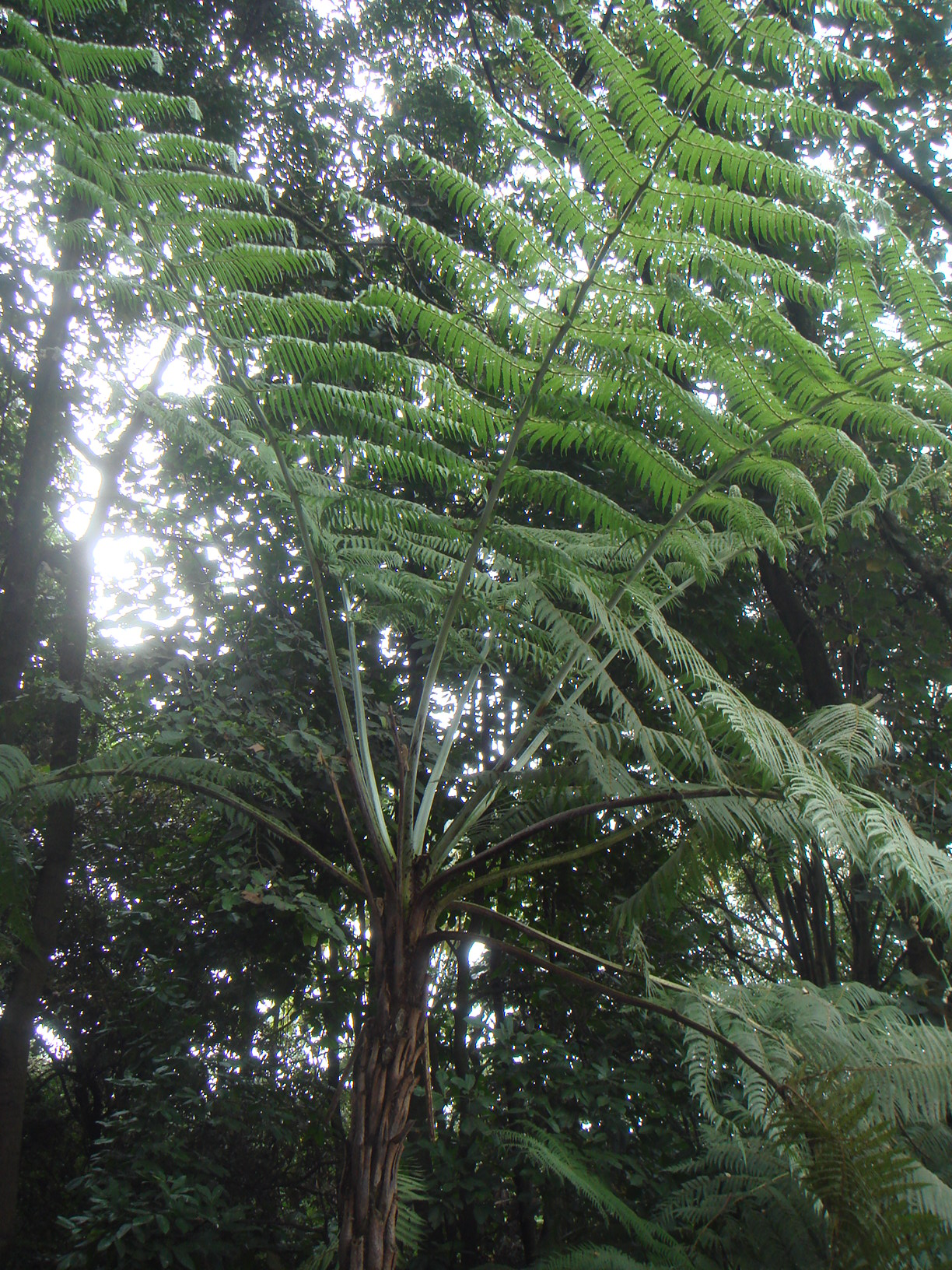
Cyathea caracasana

Cyathea es un género de helechos, el género tipo del orden de las Cyatheales. Poseen usualmente porte arbóreo con un solo fuste y raramente tiene ramificaciones o su tallo es rastrero. Muchas especies desarrollan una masa fibrosa de raíces en la base del tronco. El género tiene una distribución pantropical, con más de 470 especies. Crecen en hábitats entre pluvisilvas a bosques templados.
El nombre del género Cyathea deriva del idioma griego kyatheion: "pequeña copa", refiriéndose a la forma coposa de los soros situados en el envés de las frondas, uno de los caracteres diagnósticos del género.

## Clasificación
La clasificación más aceptada en la actualidad deriva de las investigaciones de Conant et al. (1996) Conant basadas en el ADNCp y otras características moleculares y morfológicas. De este modo se estableció un sistema de tres clados, Alsophila, Cyathea, y Sphaeropteris, donde Alsophila sería el clado basal y Cyathea y Sphaeropteris derivados.[cita requerida]
| - Subgénero Cyathea - Sección Alsophila - Cyathea abbottii - Cyathea acanthophora - Cyathea acrostichoides - Cyathea acuminata - Cyathea affinis - Cyathea albidosquamata - Cyathea alderwereltii - Cyathea alleniae - Cyathea alpicola - Cyathea amboinensis - Cyathea amintae - Cyathea andersonii - Cyathea aneitensis - Cyathea annae - Cyathea apiculata - Cyathea apoensis - Cyathea approximata - Cyathea archboldii - Cyathea ascendens - Cyathea atropurpurea - Cyathea australis - Cyathea baileyana - Cyathea balanocarpa - Cyathea batjanensis - Cyathea biformis - Cyathea borneensis - Cyathea × boytelii - Cyathea brevipinna - Cyathea brooksii - Cyathea bryophila - Cyathea buennemeijerii - Cyathea callosa - Cyathea camerooniana - Cyathea capensis - Cyathea catillifera - Cyathea caudata - Cyathea chinensis - Cyathea christii - Cyathea cincinnata - Cyathea cinerea - Cyathea coactilis - Cyathea colensoi - Cyathea × confirmis - Cyathea corcovadensis - Cyathea costalisora - Cyathea costulisora - Cyathea crassa - Cyathea croftii - Cyathea cucullifera - Cyathea cunninghamii - Cyathea cuspidata - Cyathea dealbata - Cyathea deckenii - Cyathea decora - Cyathea decrescens - Cyathea dicksonioides - Cyathea dimorpha - Cyathea doctersii - Cyathea dregei - Cyathea × dryopteroides - Cyathea edanoi - Cyathea elongata - Cyathea erinacea - Cyathea eriophora - Cyathea esmeraldensis - Cyathea everta - Cyathea excavata - Cyathea exilis - Cyathea fadenii - Cyathea × fagildei - Cyathea fenicis - Cyathea ferruginea - Cyathea foersteri - Cyathea fulgens - Cyathea fuliginosa - Cyathea geluensis - Cyathea gigantea - Cyathea glaberrima - Cyathea glabra - Cyathea glaziovii - Cyathea gleichenioides - Cyathea gregaria - Cyathea grevilleana - Cyathea halconensis - Cyathea hancockii - Cyathea havilandii - Cyathea henryi - Cyathea heterochlamydea - Cyathea hooglandii - Cyathea hookeri - Cyathea hornei - Cyathea horridula - Cyathea hotteana - Cyathea humilis - Cyathea hunsteiniana - Cyathea hymenodes - Cyathea imbricata - Cyathea imrayana - Cyathea incana - Cyathea incisoserrata - Cyathea inquinans - Cyathea insulana - Cyathea javanica - Cyathea junghuhniana - Cyathea kanehirae - Cyathea kermadecensis - Cyathea khasyana - Cyathea klossii - Cyathea latebrosa - Cyathea latipinnula - Cyathea ledermannii - Cyathea lepidoclada - Cyathea loerzingii - Cyathea loheri - Cyathea longipes - Cyathea lurida - Cyathea macarthurii - Cyathea macgillivrayi - Cyathea macgregorii - Cyathea macropoda - Cyathea madagascarica - Cyathea magnifolia - Cyathea manniana - Cyathea marattioides - Cyathea × marcescens - Cyathea masapilidensis - Cyathea media - Cyathea × medinae - Cyathea mesosora - Cyathea metteniana - Cyathea mexicana - Cyathea microchlamys - Cyathea microphylloides - Cyathea mildbraedii - Cyathea milnei - Cyathea minor - Cyathea modesta - Cyathea mossambicensis - Cyathea muelleri - Cyathea negrosiana - Cyathea nicklesii - Cyathea nigrolineata - Cyathea nigropaleata - Cyathea nilgirensis - Cyathea nockii - Cyathea obtusiloba - Cyathea ogurae - Cyathea oinops - Cyathea oosora - Cyathea orientalis - Cyathea pachyrrhachis - Cyathea pallidipaleata - Cyathea parva - Cyathea patellifera - Cyathea percrassa - Cyathea perpelvigera - Cyathea perpunctulata - Cyathea perrieriana - Cyathea physolepidota - Cyathea plagiostegia - Cyathea podophylla - Cyathea polycarpa - Cyathea polystichoides - Cyathea portoricensis - Cyathea pruinosa - Cyathea pseudomuelleri - Cyathea pubescens - Cyathea punctulata - Cyathea pycnoneura - Cyathea raciborskii - Cyathea ramispina - Cyathea rebeccae - Cyathea recommutata - Cyathea recurvata - Cyathea rigens - Cyathea rubella - Cyathea rubiginosa - Cyathea rufopannosa - Cyathea rupestris - Cyathea saccata - Cyathea salletii - Cyathea salvinii - Cyathea scandens - Cyathea schlechteri - Cyathea schliebenii - Cyathea sechellarum - Cyathea semiamplectens - Cyathea serratifolia - Cyathea setosa - Cyathea setulosa - Cyathea sinuata - Cyathea smithii - Cyathea solomonensis - Cyathea spinulosa - Cyathea stuebelii - Cyathea subdubia - Cyathea subtripinnata - Cyathea sumatrana - Cyathea tenuicaulis - Cyathea ternatea - Cyathea thomsonii - Cyathea tryoniana - Cyathea tsilotsilensis - Cyathea tussacii - Cyathea urbanii - Cyathea vandeusenii - Cyathea vieillardii - Cyathea walkerae - Cyathea welwitschii - Cyathea wengiensis - Cyathea woodwardioides - Cyathea woollsiana - Cyathea zakamenensis | - Subgénero Cyathea - Sección Cyathea - Cyathea acutidens - Cyathea alata - Cyathea albomarginata - Cyathea alphonsiana - Cyathea alstonii - Cyathea amazonica - Cyathea andina - Cyathea arborea - Cyathea armata - Cyathea aspera - Cyathea atahuallpa - Cyathea aterrima - Cyathea atrovirens - Cyathea barringtonii - Cyathea × bernardii - Cyathea bettinae - Cyathea bicrenata - Cyathea bipinnata - Cyathea boliviana - Cyathea borinquena - Cyathea bradei - Cyathea brevistipes - Cyathea brunnescens - Cyathea × calolepis - Cyathea caracasana - Cyathea cicatricosa - Cyathea concordia - Cyathea conformis - Cyathea conjugata - Cyathea corallifera - Cyathea costaricensis - †Cyathea cranhamii - Cyathea cyatheoides - Cyathea cyclodium - Cyathea cystolepis - Cyathea darienensis - Cyathea decomposita - Cyathea decorata - Cyathea decurrens - Cyathea delgadii - Cyathea demissa - Cyathea dichromatolepis - Cyathea dissimilis - Cyathea dissoluta - Cyathea divergens - Cyathea dombeyi - Cyathea dudleyi - Cyathea ebenina - Cyathea estelae - Cyathea falcata - Cyathea frigida - Cyathea fulva - Cyathea furfuracea - Cyathea gardneri - Cyathea gibbosa - Cyathea glauca - Cyathea gracilis - Cyathea halonata - Cyathea harrisii - Cyathea haughtii - Cyathea hemiepiphytica - Cyathea hirsuta - Cyathea hodgeana - Cyathea holdridgeana - Cyathea howeana - Cyathea impar - Cyathea intramarginalis - Cyathea jamaicensis - Cyathea kalbreyeri - Cyathea lasiosora - Cyathea latevagens - Cyathea lechleri - Cyathea leucofolis - Cyathea × lewisii - Cyathea lockwoodiana - Cyathea macrocarpa - Cyathea macrosora - Cyathea marginalis - Cyathea microdonta - Cyathea microphylla - Cyathea microphylla - Cyathea mucilagina - Cyathea multiflora - Cyathea multisegmenta - Cyathea myosuroides - Cyathea nanna - Cyathea nesiotica - Cyathea nigripes - Cyathea nodulifera - Cyathea notabilis - Cyathea onusta - Cyathea palaciosii - Cyathea paladensis - Cyathea pallescens - Cyathea parianensis - Cyathea parva - Cyathea parvula - Cyathea pauciflora - Cyathea petiolata - Cyathea phalaenolepis - Cyathea phalerata - Cyathea phegopteroides - Cyathea pilosissima - Cyathea pinnula - Cyathea platylepis - Cyathea poeppigii - Cyathea praecincta - Cyathea pseudonanna - Cyathea pubens - Cyathea punctata - Cyathea pungens - Cyathea robertsiana - Cyathea rufa - Cyathea ruiziana - Cyathea sagittifolia - Cyathea schiedeana - Cyathea schlimii - Cyathea senilis - Cyathea simplex - Cyathea sipapoensis - Cyathea speciosa - Cyathea squamulosa - Cyathea steyermarkii - Cyathea stipularis - Cyathea stokesii - Cyathea stolzei - Cyathea straminea - Cyathea subtropica - Cyathea suprastrigosa - Cyathea surinamensis - Cyathea tenera - Cyathea tortuosa - Cyathea trichiata - Cyathea tryonorum - Cyathea ursina - Cyathea valdecrenata - Cyathea venezuelensis - Cyathea villosa - Cyathea weatherbyana - Cyathea wendlandii - Cyathea werffii - Cyathea williamsii | - Subgénero Sphaeropteris - Sección Sphaeropteris - Cyathea aciculosa - Cyathea aeneifolia - Cyathea agatheti - Cyathea albifrons - Cyathea albosetacea - Cyathea alternans - Cyathea angiensis - Cyathea angustipinna - Cyathea aramaganensis - Cyathea arthropoda - Cyathea assimilis - Cyathea atrospinosa - Cyathea atrox - Cyathea auriculifera - Cyathea binuangensis - Cyathea brackenridgei - Cyathea brownii - Cyathea brunei - Cyathea brunoniana - Cyathea capitata - Cyathea carrii - Cyathea celebica - Cyathea contaminans - Cyathea cooperi - Cyathea crinita - Cyathea cuatrecasassi - Cyathea curranii - Cyathea deminuens - Cyathea discophora - Cyathea elliptica - Cyathea elmeri - Cyathea feani - Cyathea felina - Cyathea fugax - Cyathea fusca - Cyathea gardneri - Cyathea hainanensis - Cyathea inaequalis - Cyathea insignis - Cyathea insularum - Cyathea integra - Cyathea intermedia - Cyathea × lathamii - Cyathea leichhardtiana - Cyathea lepifera - Cyathea leucolepis - Cyathea leucotricha - Cyathea lunulata - Cyathea macrophylla - Cyathea magna - Cyathea marginata - Cyathea medullaris - Cyathea megalosora - Cyathea mertensiana - Cyathea microlepidota - Cyathea moluccana - Cyathea moseleyi - Cyathea nigricans - Cyathea novae-caledoniae - Cyathea obliqua - Cyathea obscura - Cyathea papuana - Cyathea parksii - Cyathea parvipinna - Cyathea persquamulifera - Cyathea philippinensis - Cyathea pilulifera - Cyathea polypoda - Cyathea princeps - Cyathea procera - Cyathea propinqua - Cyathea pulcherrima - Cyathea quindiuensis - Cyathea robinsonii - Cyathea robusta - Cyathea rosenstockii - Cyathea runensis - Cyathea sarasinorum - Cyathea senex - Cyathea setifera - Cyathea sibuyanensis - Cyathea squamulata - Cyathea stipipinnula - Cyathea strigosa - Cyathea subsessilis - Cyathea suluensis - Cyathea tenggerensis - Cyathea teysmannii - Cyathea tomentosa - Cyathea tomentosissima - Cyathea trichodesma - Cyathea trichophora - Cyathea tripinnata - Cyathea tripinnatifida - Cyathea truncata - Cyathea vaupelii - Cyathea verrucosa - Cyathea vittata - Cyathea wallacei - Cyathea werneri - Cyathea whitmeei - Cyathea womersleyi - Cyathea zamboangana |

### Taxones inciertos o dudosos
- Alsophila crassa H.Karst. 1869
- Cyathea affinis M.Martens & Galeotti 1842

## Taxonomía
- Cyathea abitaguensis (Domin) Domin, 1930  Cnemidaria uleana
- Cyathea antillana Domin 1930 Cnemidaria grandifolia
- Cyathea aristata Domin 1930 Cnemidaria apiculata
- Cyathea choricarpa (Maxon) Domin 1929 Cnemidaria choricarpa
- Cyathea commutata Spreng. 1804 Cnemidaria horrida
- Cyathea decurrentiloba Domin 1930 Cnemidaria decurrens
- Cyathea elegantissima (Fée) Domin 1929  Cnemidaria decurrens
- Cyathea ewanii Alston 1958 Cnemidaria ewanii
- Cyathea grandifolia Willd. 1810 Cnemidaria grandifolia
- Cyathea grandis (Maxon) Domin 1929  Cnemidaria mutica
- Cyathea guatemalensis (Maxon) Domin 1929 Cnemidaria decurrens
- Cyathea horrida (L.) J.Sm. 1793 Cnemidaria horrida
- Cyathea imrayana (Hook.) Domin 1929 Cnemidaria grandifolia
- Cyathea karsteniana Klotzsch 1852  Cnemidaria karsteniana